# Слободан Марковић (географ)
Слободан Марковић (Зрењанин, 15. новембар 1970) српски је географ и академик, дописни члан састава Српске академије науке и уметности од 5. новембра 2015.

## Биографија
Докторирао је на Природно-математичком факултету Универзитета у Новом Саду 2000. године, где је радио као редовни професор од 2009. и као шеф Катедре за физичку географију 2006—2009. и 2015—2018.
У периоду 2003-2011. у више наврата је боравио као гостојући истраживач на Катедри за геоморфологију Универзитета у Бајројту, Немачка, као Хумболтов стипендиста. Током 2013, 2016. и 2018. био је гостујући истраживач стипендиста Кинеске Академије Наука на Институту за геологију и геофизику у Пекингу.
Председник је Loess Focus Group и Међународне уније за квартарна истраживања, национални представник Међународног програма геосфера-биосфера и Међународног одбора Међународне уније за квартарна истраживања, члан је Комисије за европску квартарну стратиграфију, Европске геонаучне уније и Српског географског друштва. Главни је и одговорни уредник Geographiсa Pannonica 2005—2007, Georeview, Journal of Environmental Geography, Зборника радова Географског института САНУ „Јован Цвијић” и Вісник Львівськогоуніверситету, Серіягеографічна. Члан је уређивачког одбора Quaternary International 2012—2015, Open Geosciences и Acta Geographica Sloveninca, Одбора за науку и Одбора за динамику климатског система земље и дело Милутина Миланковића и председник је Одбора за крас и спелеологију.
Добитник је сертификата за изузетан допринос унапређењу квалитета часописа Quaternary International 2013. године.
Добитник је признања за научну изузетност, као најцитиранији научник у АП Војводини из области природних наука, подобласт: физика, хемија и физичка географија за 2020. и 2021. годину.
Уврштен је на престижну листу  најцитиранијих научника у свету Универзитета Станфорд за 2020. и 2021. годину.
Најпродуктивнији је истраживач у научној области географија у Србији и региону, како по броју радова објављених у часописима са ISI листе, тако и по цитираности. Група за истраживање леса и геонаслеђа којом руководи кандидат је уврштена у каталог 24 најуспешнија истраживача ентитета Универзитета у Новом Саду издвојених током реализације Темпус пројекта WBCInno. Према Google Scholar је најцитиранији научник Универзитета у Новом Саду. Укупан број референци: 200 научнnих радова у часописима са SCI листе.